# Aberdare
Aberdare (wal. Aberdâr) – miasto w południowej Walii (Wielka Brytania), w hrabstwie Rhondda Cynon Taf. Liczba mieszkańców: 39,0 tys. (1891), 55,0 tys. (1921); 31,6 tys. (1991)
Wydobycie węgla kamiennego (antracyt); w końcu XIX wieku i w okresie międzywojennym hutnictwo żelaza i przemysł metalowy, obecnie zastąpione przez przemysł elektrotechniczny.

## Transport
W latach 1913–1925 w mieście kursowały trolejbusy, a w latach 1913–1935 tramwaje. 

## Współpraca
- Montélimar, Francja
- Slagelse, Dania
- Ravensburg, Niemcy